# Formato file .au
Template:Orphan
Un formato file .au è un formato di file audio utilizzato da Sun Microsystems, adoperato sui sistemi NeXT e sulle prime pagine web.
Inizialmente era privo di intestazione, essendo semplicemente dati codificati in legge μ a 8 bit con una frequenza di campionamento di 8000 Hz. L'hardware di altri fornitori utilizzava spesso frequenze di campionamento fino a 8192 Hz, spesso multipli interi delle frequenze del segnale di clock video. I file più recenti hanno un'intestazione composta da sei parole a 32 bit senza segno, un blocco di informazioni facoltativo e quindi i dati (in formato big endian).
Sebbene il formato ora supporti molti formati di codifica audio, rimane associato alla codifica logaritmica  μ-law Questa codifica era nativa dell'hardware SPARCstation 1, dove SunOS esponeva la codifica ai programmi applicativi tramite l'interfaccia /dev/audio. Questa codifica e questa interfaccia sono diventate di fatto uno standard per il suono Unix.